# Adrian Schücking
Christoph Bernhard Adrian Schücking (* 13. Juli 1852 in Köln; † 2. Juni 1914 in Pyrmont) war ein deutscher Arzt und Abgeordneter.

## Leben
Adrian Schücking war der Sohn des Schriftsteller-Ehepaares Levin Schücking und Louise von Gall. Er war Angehöriger der Familie Schücking und Onkel von Walther Schücking. Er besuchte das Gymnasium Paulinum in Münster und studierte dann Medizin in Würzburg, München, Berlin und Halle an der Saale. 1875 wurde er dort Assistenzarzt beim Gynäkologen Robert von Olshausen. Bis 1877 erhielt Schücking seine chirurgische und gynäkologische Fachausbildung in Leipzig. Am 18. Juni 1877 wurde dort bei dem Augenarzt Adolf Coccius zum Dr. med. promoviert. Er arbeitete zunächst als Frauenarzt.
Im Oktober 1877 ließ er sich in Wien für das Versprechen eines hohen Solds als Militärarzt des Osmanischen Reiches anwerben und war über die Wintermonate 1877/78 – während der Endphase des Russisch-Osmanischen Kriegs – Leiter von türkischen Militärlazaretten in Orhaniye (heute Botewgrad) und Etropole. Nachdem die Russen letzteres eingenommen hatten, geriet er in Kriegsgefangenschaft und wurde nach Sistowa verbracht.
Später war er Gründer und Besitzer des Sanatoriums am Hylligen Born und Mitbegründer und leitender Arzt des Helenen-Kinderheims in Pyrmont. Daneben war er Inhaber zahlreicher Ehrenämter und wurde zum Sanitätsrat ernannt.
Politisch vertrat Schücking liberale Positionen. Er war 1893 bis 1899, 1901 bis 1905 und 1911 bis 1914 Mitglied des Landtags von Waldeck-Pyrmont für den Kreis Pyrmont. Er war 1893 bis 1899 zunächst für die Nationalliberale Partei, dann für die Freisinnige Volkspartei und zuletzt für die Fortschrittliche Volkspartei angetreten. Bei der Ersatzwahl am 9. Juli 1895 kandidierte er im Reichstagswahlkreis Waldeck-Pyrmont für die FrVP, konnte sich aber mit 1778 Stimmen (21 %) nicht für die Stichwahl qualifizieren.

## Kriegserinnerungen
- Türkische Erlebnisse und russische Schicksale. Geschichte eines Mitgenommenen, Wien 1879.